# 采纳
采纳（德語：Zehna）是德国梅克伦堡-前波美拉尼亚州的一个市镇。总面积25.76平方公里，总人口606人，其中男性312人，女性294人（2011年12月31日），人口密度24人/平方公里。